# 21. ceremonia wręczenia Złotych Globów
21. ceremonia wręczenia Złotych Globów odbyła się 11 marca 1964 roku.

## Laureaci i nominowani
Laureaci nagród wyróżnieni są wytłuszczeniem

### Produkcje filmowe

#### Najlepszy film dramatyczny
- The Cardinal
- Ameryka, Ameryka
- Captain Newman, M.D.
- The Caretakers
- Kleopatra
- Wielka ucieczka
- Hud, syn farmera
- Lilies of the Field

#### Najlepszy film komediowy lub musical
- Przygody Toma Jonesa
- Irma la Douce
- Under the Yum Yum Tree
- Bye Bye Birdie
- It's a Mad, Mad, Mad, Mad World
- A Ticklish Affair

#### Najlepszy aktor w filmie dramatycznym
- Sidney Poitier – Lilies of the Field
- Marlon Brando – The Ugly American
- Stathis Giallelis - Ameryka, Ameryka
- Rex Harrison - Kleopatra
- Steve McQueen - Romans z nieznajomym
- Paul Newman - Hud, syn farmera
- Gregory Peck - Captain Newman, M.D.
- Tom Tryon - The Cardinal

#### Najlepszy aktor w filmie komediowym lub musicalu
- Alberto Sordi – Szatan
- Albert Finney - Przygody Toma Jonesa
- James Garner - The Wheeler Dealers
- Cary Grant - Charade
- Jack Lemmon - Irma la Douce
- Jack Lemmon - Under the Yum Yum Tree
- Frank Sinatra - Come Blow Your Horn
- Terry-Thomas - The Mouse on the Moon
- Jonathan Winters - It's a Mad, Mad, Mad, Mad World

#### Najlepsza aktorka w filmie dramatycznym
- Leslie Caron – The L-Shaped Room
- Polly Bergen - The Caretakers
- Geraldine Page - Toys in the Attic
- Rachel Roberts - This Sporting Life
- Romy Schneider - The Cardinal
- Alida Valli - The Paper Man
- Marina Vlady - The Conjugal Bed
- Natalie Wood - Romans z nieznajomym

#### Najlepsza aktorka w filmie komediowym lub musicalu
- Shirley MacLaine – Irma la Douce
- Ann-Margre - Bye Bye Birdie
- Doris Day - Move Over, Darling
- Audrey Hepburn - Charade
- Hayley Mills - Summer Magic
- Molly Picon - Come Blow Your Horn
- Jill St. John - Come Blow Your Horn
- Joanne Woodward - A New Kind of Love

#### Najlepszy drugoplanowy aktor
- John Huston – The Cardinal
- Lee J. Cobb - Come Blow Your Horn
- Bobby Darin - Kapitan Newman
- Melvyn Douglas - Hud, syn farmera
- Hugh Griffith - Przygody Toma Jonesa
- Paul Mann - Ameryka, Ameryka
- Roddy McDowall - Kleopatra
- Gregory Rozakis - Ameryka, Ameryka

#### Najlepsza drugoplanowa aktorka
- Margaret Rutherford – The V.I.P.s
- Diane Baker - The Prize
- Joan Greenwood - Przygody Toma Jonesa
- Wendy Hiller - Toys in the Attic
- Linda Marsh - Ameryka, Ameryka
- Patricia Neal - Hud, syn farmera
- Liselotte Pulver - A Global Affair
- Lilia Skala - Lilies of the Field

#### Najlepszy reżyser
- Elia Kazan – Ameryka, Ameryka
- Hall Bartlett - The Caretakers
- George Englund - The Ugly American
- Joseph L. Mankiewicz - Kleopatra
- Otto Preminger - The Cardinal
- Tony Richardson - Przygody Toma Jonesa
- Martin Ritt - Hud, syn farmera
- Robert Wise - The Haunting
- Ismael Rodríguez - My Son, the Hero (Los hermanos del hierro)

#### Najbardziej obiecująca debiutantka
- Ursula Andress – Doktor No

### Produkcje telewizyjne

#### Najlepszy serial komediowy
- The Dick Van Dyke Show
- The Beverly Hillbillies
- The Bob Hope Show
- The Jack Benny Show
- The Red Skelton Show

#### Najlepszy serial dramatyczny
- The Richard Boone Show
- Bonanza
- The Defenders
- The Eleventh Hour
- Rawhide

#### Najlepszy program telewizyjny
- The Danny Kaye Show
- The Andy Williams Show
- The Garry Moore Show
- The Judy Garland Show
- The Tonight Show